# Serge Wellens
 (février 2010).
Pour les articles homonymes, voir Wellens.
Serge Wellens, né le 11 août 1927 à Aulnay-sous-Bois et mort le 31 janvier 2010  à La Rochelle, est un poète français.

## Biographie
Serge Wellens est né de parents artistes. Sa mère était trapéziste sous le nom de Miss Diana et son père, d’origine flamande, exerçait la rarissime profession d’homme-aquarium. Le jeune Serge passe une enfance harmonieuse dans la petite maison d’Aulnay que ses parents ont fait bâtir avec l’argent de la dernière tournée américaine. Sa mère lui apprend à lire dans les journaux, les magazines de mode et les illustrés pour la jeunesse. Serge Wellens ne fait qu’un court passage à l’école, qu’il ne tarde pas à déserter après le certificat d’étude. Autodidacte, il lit les poètes, les classiques d’abord, les symbolistes ensuite, avec une prédilection pour Jean Moréas, Albert Samain et Stéphane Mallarmé, puis René Char, Henri Michaux, André Breton…
Il compose quelques poèmes à mi-chemin entre Jacques Prévert et Paul Éluard et refuse la poésie politique prônée avec intransigeance par Louis Aragon. Il suit des cours de commerce dans un « institut » parisien voisin du square d’Anvers et des jardins du Sacré-Cœur, dans le Paris de l’Occupation. À seize ans, il confie une liasse de poèmes à un imprimeur de cartes de visite pour qu’il en fasse un livre intitulé Les Premiers Pas et dédié à Charles Trenet. Ce dernier l'invite à venir le voir dans sa loge à l'A.B.C. Music Hall, rencontre dont Serge Wellens conservera longtemps un souvenir émerveillé. Il habite désormais Aulnay-sous-bois où ses parents ont racheté un café, nommé "café des pailleux", puis "café des poètes" au carrefour dit "du Soleil levant". Il entre comme apprenti commis dans une grande librairie du quai Saint-Michel à Paris. À Alger, où il effectue son service militaire, il fait la connaissance de Mohammed Fersadou et de son frère aîné, Othman, qui furent tués par la guerre et auxquels il dédia un de ses premiers poèmes.
Avec l’aide de ses parents, il rachète une boutique de librairie-papeterie (40 rue Dumont à Aulnay-sous-Bois) menacée de faillite où il installe « en majesté » un rayon de poésie. Très vite, les chalands viennent y lire, voler ou acheter les recueils de André Breton, Jean Cocteau, Pierre Reverdy ou Max Jacob. Il se lie avec Guy Robin, Jacques Six, Jean Buclet, Georges Sénéchal, Gabriel Robin, puis Jean Rousselot dont la rencontre est essentielle dans sa vie et son œuvre. Grâce à ce dernier, il publie dans les Cahiers de Rochefort, que continue d'éditer à Paris Jean Bouhier, son recueil J’écris pour te donner de mes nouvelles, dans cette collection où il côtoie Guillevic, Jean Follain, Joë Bousquet, Ribemont-Dessaignes. Dès cette époque, il rejoint les Amis de Rochefort, qui se retrouvent chaque mercredi soir à La Coupole. Il y fait la connaissance de Bérimont, Chaulot, Manoll, Béalu, Robert Ganzo…
Le groupe d’Aulnay décide d’organiser des soirées de poésie sous le préau d’une école où enseigne un de leurs amis. L’Orphéon est né. Un large public vient écouter , à l'ecole du Bourg, des comédiens comme Marie-Ange Dutheil, André Hersin, Marguerite Ambrosini, Marcel Lupovici ou Maurice Princet célébrer Charles Baudelaire, Arthur Rimbaud, Gérard de Nerval ou Federico García Lorca, des poètes contemporains venir dire leurs textes. Ces « festivals de poésie » rencontrent un grand succès. Ainsi naissent Les Cahiers de l’Orphéon, où Serge Wellens publie Marguerite. Vers 1954-1955, il rachète un vieux cinéma, Le Vox, aux Lilas. Il rejoint ensuite la revue Iô, éditée par José Millas-Martin sous la direction de Jean Dubacq. Chaque mois, l’équipe de Iô organise des rencontres-récitals suivis de débats avec des poètes comme Guillevic, Rousselot, Luc Decaunes, Edmond Humeau, Follain Luc Estang, Paul Chaulot, etc. dont la première partie est réservée à la « poésie des inconnus », qui ont lieu dans la salle d’un café non loin de Belleville et Ménilmontant. Il y publie Les dieux existent et Méduses, qui est un « recours au poème contre les démons pétrifiants de ces villes dont parle Henri Michaux. »
Serge Wellens tient alors, avec Marguerite, sa première femme ( mère du poète Bernard Hreglich qui entretiendra avec Serge Wellens une relation très privilégiée), une librairie à Belleville, à l’enseigne du Gai Savoir. Sa situation matérielle reste précaire. Tour à tour, il exercera les métiers de commis, libraire, représentant d’éditions et même directeur commercial d’une maison de diffusion. La découverte de la Provence, au pays de Forcalquier lui inspire le très beau recueil Santé des ruines, composé entre 1960 et 1970, et qui traduit « l’allégeance sans écart du poème au paysage ». En 1981, il se convertit au catholicisme parce que « la non-existence de Dieu lui parut plus déraisonnable que son existence ». Il publie l’année suivante sans doute l'un de ses plus beaux recueils, La Pâque dispersée.
Il tient désormais à La Rochelle, avec Annie Bessus, sa seconde épouse, une librairie « d’actualité religieuse » dite du Puits de Jacob, où, naturellement, la poésie a une belle place. Il s’installe à Marans, au bord de la rivière, avec sa femme et leur fils Antoine. En 1997, les éditions Folle Avoine en Bretagne, sous l'égide d'Yves Prié, qui ont publié les deux derniers recueils de Serge Wellens, décident de faire paraître La Concordance des temps qui rassemble l’ensemble (ou presque) de son œuvre poétique publié entre 1952 et 1992. Une somme poétique de 155 pages qui dit la qualité incandescente et authentique d’une poésie à « hauteur d’homme », sans métatexte, sans détours. Si l’écriture est parfois âpre, elle n’en est pas moins profondément fraternelle. Elle émet ce bruit de truitage inlassable, qui fait dire à Serge Wellens qu’il est un poète célèbre « chez les fourmis ».
Avec Annie, il voyage en Grèce, en Sicile, en Laponie, aux Îles Féroé, au Sahara, en Irlande et en Islande, en quête de paysages exigeants et dépouillés, qui viendront imprégner nombre de ses poèmes.
Poète fraternel et chaleureux, doté d'un truculent sens de l'humour et d'une humilité émouvante, Serge Wellens publie dans les années qui suivent des Entretiens avec l'Abbé Coutant, sorte de Facteur Cheval moderne, deux plaquettes, Le Rire des tourterelles et Dormeur agressé, enregistre un disque où il lit certains de ses poèmes, et donne encore deux nouveaux recueils, Les Mots sont des chiens d'aveugle et Il m'arrive d'oublier que je perds la mémoire.
Son dernier recueil, Poèmes de l'inconfort, paraît en 2010 aux éditions Folle Avoine.
Il meurt le dimanche 31 janvier 2010 à La Rochelle.

### Prix et reconnaissance
- 1974 : Prix Claude Sernet
- 2002 : Prix Arthur Praillet
- 2005 : Prix de l'Académie de Bretagne et des Pays de Loire
- 1999 : L'université d'Angers lui consacre un colloque.

## Poème
Sur une tombe
J’habiterai
cette lumière d’après la pluie
qui souffle sur la braise
des coquelicots dans les blés
qui fait chanter les arbres
et courir de joie
les poules d’eau sur la rivière.
Le vent conduira
l’ombre de ma main.
J’écrirai sur le sable
un poème sans fin
pour célébrer la vie.

## Commentaires
« Étrangement, depuis ses premiers poèmes, Wellens semble n’en écrire que des derniers. Tant la parole, avec son goût pour l’aphorisme, voire le faux proverbe (“Qui tend l’oreille, entend la rouille”), y est de celles que l’on voudrait laisser, gravée, derrière soi… »

— Pascal Commère

« Serge Wellens écrit de rares et brefs poèmes où le végétal et le minéral ont constamment droit de cité. une respiration simple, mesurée, pudique — comme d’un visiteur qui voudrait qu’on n’entendît pas son souffle — le porte, de notations en notations flagrantes, dont chacune est un acte d’amour, à travers l’immensité cosmique dont il n’oublie jamais qu’elle est faite d’infimes poussières vivantes. Aussi bien et parfois beaucoup mieux que nombre de poètes éloquents, Wellens sait nous persuader que le monde n’est pas notre ennemi, qu’il n’est pas non plus notre esclave, qu’il y a toujours un passage pour l’homme dans la montagne du temps. »

— Jean Rousselot

« Serge Wellens chérit le naturel, la parole nue, ce qui n’interdit pas l’émerveillement, l’image fulgurante ou telle musique d’autrefois s’il veut saluer Francis Jammes. Oui, la grâce de Jammes, une parenté avec l’école de Rochefort, de la gravité et aussi du sourire comme chez Max Jacob, de la couleur, du relief, et la voix calme de l’homme méditant. »

— Robert Sabatier

## Publications
- J'écris pour te donner de mes nouvelles, Cahiers de Rochefort (6e de la 6e série), 1952
- À la mémoire des vivants, avec une lithographie de Guy Robin, Cahiers de Rochefort, coll. « Fronton » n° 4, 1955
- Marguerite, Cahiers de l’Orphéon, 1957
- Les dieux existent, préface de Jean Rousselot, avec une sérigraphie de Guy Robin, Millas-Martin, coll. « Iô », 1965
- Méduses, avec vingt dessins de Jean Cuillerat, Millas-Martin, coll. « Iô », 1966
- Rutebeuf, présentation, choix de poèmes et traduction, Librairie Saint-Germain-des-Prés, coll. « Poésie 1 », 1969
- Santé des ruines, avec une sérigraphie de Louis Charlet, Librairie Saint-Germain-des-Prés, 1972
- La Pâque dispersée, L’Arbre, Jean Le Mauve, 1981
- La Concordance des temps, avec une lithographie de Roger Toulouse, Éditions Folle Avoine, 1986
- Ni le jardin de son éclat, Les Cahiers de Noah, 1986
- Les Résidents, avec un dessin de Geneviève Lechantre, Éditions Folle Avoine, 1990
- La Concordance des temps (poèmes 1952-1992), Éditions Folle Avoine, 1997
- Entretiens avec l’Abbé Coutant, Être et connaître, 2000
- Les mots sont des chiens d’aveugle, Éditions Folle Avoine, 2001
- Des commencements qui n’ont pas de fin, Rumeur des Âges CD-Éditions, 2001
- Le Rire des tourterelles, avec une illustration de René Claude, La Porte coll. « Poésie en voyage », 2004
- Il m’arrive d’oublier que je perds la mémoire, frontispice par René Claude, Éditions Folle Avoine, 2006
- Dormeur agressé, La Porte coll. « Poésie en voyage », 2008
- Poèmes de l'inconfort suivi de Dormeur agressé, Éditions Folle Avoine, 2010
- Tout doit disparaître, Éditions Folle Avoine, 2012.